# ملعب أنطاليا الجديد
ملعب أنطاليا الجديد هو ملعب متعدد الأستخدامات يستخدم غالباً في مباريات كرة القدم،يقع في مدينة أنطاليا،تركيا ويتسع ل32،537 مشجع.يستضيف مباريات فريق أنطاليا سبور.